# Rhynchostegium subrectocarpum
Rhynchostegium subrectocarpum là một loài Rêu trong họ Brachytheciaceae. Loài này được (Dixon) Vohra miêu tả khoa học đầu tiên năm 1979.